# Lijst van koninklijke residenties van België
Dit is een lijst van koninklijke residenties van België. Deze residenties vallen allemaal onder staatseigendom, zijn kroongoederen en worden beheerd door de Koninklijke Schenking. 

## Huidige residenties

### Brussel en Brabant
- Het Koninklijk Paleis van Brussel; ter beschikking van koning Filip voor de uitoefening van zijn ambt.
- Het Kasteel van Laken; ter beschikking van koning Filip voor de uitoefening van zijn ambt.
- Het Kasteel Belvédère in Laken; ter beschikking van koning Albert II.
- Villa Schonenberg in Laken; ter beschikking van prinses Astrid.
- Het Kasteel van Stuyvenberg in Laken; verhuurd aan het ondernemerskoppel Marnix Galle en Michèle Sioen.
- Villa Clémentine in Tervuren; ter beschikking van prins Laurent.

### Wallonië
- Het Koninklijk kasteel van Ciergnon in de Ardennen; buitenverblijf ter beschikking van koning Filip.
- Het Kasteel van Fenffe, verhuurd sinds de vermindering van de dotatie voor koning Albert II.
- Het Kasteel van Ferage, verhuurd.

## Voormalige residenties
- Het Koninklijk Paleis op de Meir in Antwerpen; overgedragen door koning Boudewijn aan het Ministerie van Cultuur in 1969.
- Het Kasteel van Villers-sur-Lesse; de Ardense zetel van de Koninklijke Schenking.
- Het Kasteel Hertoginnedal op de grens van de Brusselse gemeenten Oudergem en Sint-Pieters-Woluwe; verhuurd aan de Regie der Gebouwen, staat ter beschikking van de FOD Kanselarij van de Eerste Minister en de FOD Buitenlandse Zaken.
- De Koninklijke Villa in Oostende; doet dienst als zorghotel en revalidatiecentrum.
- Het Koninklijk Paleis van Oostende; doet dienst als Stadsmuseum van Oostende.
- Het Koninklijk Domein Raversijde; verkocht door prins Karel aan de Belgische Staat in 1981.

## Private eigendommen
Deze eigendommen zijn niet in het bezit van de Belgische staat, en vallen niet onder de kroongoederen. De koning der Belgen moet zelf instaan voor het onderhoud ervan, hij beheert deze naar eigen wens. Goederen in het buitenland vallen onder de plaatselijke wetgeving.
- Het Koninklijk Domein van Opgrimbie, met Villa Fridhem, in Maasmechelen.
- Landgoed in Châteauneuf-Grasse in Frankrijk.
- Vakantieverblijf op het Franse eilandje Île d'Yeu.